# Torre Rodona (Riudaura)
La torre Rodona és un edifici de Riudaura (Garrotxa) declarat bé cultural d'interès nacional.

## Descripció
És l'únic vestigi que sembla haver-se conservat de l'antic priorat de Santa Maria de Riudaura. Està situada entre una casa particular i la rectoria de l'església parroquial. La torre, que fa uns 11 m d'alçada i uns 5 m de diàmetre, presenta una cobertura cònica, de teules, fruit de reformes posteriors ben visibles a tota la torre com l'obertura de finestres al sector oest. La seva estructura és de planta baixa i 3 pisos que van en diàmetre. Al costat del portal dovellat, la torre té un petit banc corregut i damunt d'aquest s'hi veuen duen espitlleres tapiades. Al costat de la finestra nova de la planta baixa es conserva una finestreta de quatre dovelles tapiada.
L'aparell de la torre mostra l'ús de carreus rectangulars a la part inferior fins a uns 3 m d'alçada i a partir d'aquí és de pedruscall. A la part superior la utilització de maó entremig de les pedres fa pensar en una reforma de la torre i les restes d'arrebossat presents en el mateix sector són mostra que havia estat totalment arrebossada. Sota la coberta, dalt de tot, hi ha una sèrie de petites finestretes que no semblen gaire antigues.

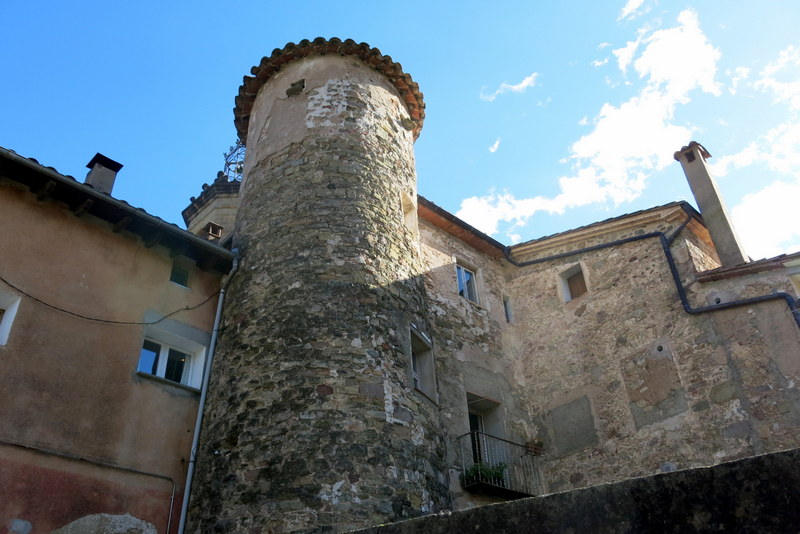
La torre rodona, únic vestigi actual del monestir benedictí (2016)

## Història
El monestir benedictí de Santa Maria de Riudaura fou fundat a mitjans del segle IX pel comte de Girona-Besalú i la seva església consagrada pel bisbe de Girona al cap de pocs anys (858). L'any 937 el comte Sunyer de Barcelona donà al monestir de Riudaura diversos alous, parròquies i llocs que posseïa als comtats de Besalú i d'Osona i, tres mesos després, decidí d'unir el monestir de Riudaura, en qualitat de priorat, al cenobi benedictí de Santa Maria de la Grassa.
A partir del segle x, els priors de Santa Maria de Riudaura exerciren la jurisdicció civil sobre la vila i terme de Riudaura, i també sobre els altres llocs que li pertanien en virtut de les successives donacions, tanmateix van tenir grans discussions amb els vescomtes de Bas sobre la legitimitat d'aquesta jurisdicció.
L'any 1119 el papa (Gelasi II) expedí una butlla en favor del monestir de Santa Maria de la Grassa, en la qual li eren confirmades les seves possessions, entre les quals havia, dins del bisbat de Girona, el cenobi de "Sanctae Mariae de Rivadario".
El 1592 el papa l'uní a Sant Pere de Camprodon. Aleshores ja no tenia comunitat. L'església actual fou refeta el 1779. Al seu costat hi ha una casa coneguda pel "monestir" o l'"abadia" amb una petita torre rodona, medieval, que és tot el que li resta d'antic.